# Lips Are Movin
Lips Are Movin ist der Titel eines Songs von der US-amerikanischen Sängerin Meghan Trainor. Der Song wurde am 21. Oktober 2014 als zweite Single ihres ersten Albums Title veröffentlicht und konnte sich weltweit in den Charts platzieren. Der Song wurde von Meghan Trainor und Kevin Kadish geschrieben und von Kevin Kadish auch produziert.

## Hintergrund
Am 14. Oktober 2014 wurde das Artwork und eine low-quality Version des Songs geleakt und im Internet veröffentlicht. Am gleichen Tag wurde bekannt, dass der Song am 21. Oktober 2014 als Trainors zweite Single erscheinen wird. Zuvor sollte die zweite Single der Song Title sein.
Lips Are Movin ist zum Vergleich mit ihrer ersten Single All About That Bass zwar nicht so erfolgreich, jedoch meinen Kritiker, dass der Song Trainor vom One-Hit-Wonder zu einem erfolgreichen Pop-Act gemacht hat. Der Song war ein kommerzieller Erfolg und wurde Trainors zweite Single, die in die Top 5 in Australien, Großbritannien und den USA. Der Song konnte auch in anderen europäischen Ländern gute Chartpositionen erreichen, unter anderem in Deutschland, Spanien, Österreich und in den Niederlanden.

## Musikvideo
Das Musikvideo zum Song wurde von Philip Andelman gedreht und am 19. November 2014 veröffentlicht. Innerhalb von 2 Tagen erreichte das Video 2,5 Millionen Aufrufe bei YouTube und erhielt positive Kritik.
Im Video sind die unter anderem die Tänzer „Les Twins“ und „Chachi Gonzales“ zu sehen.

## Auftritte
Trainor sang den Song am 5. November 2014 live bei der NBC's The Today Show, am 27. November 2014 bei der Macy's Thanksgiving Day Parade, im Dezember 2014 bei Jingle Ball Tour 2014 sowie am 15. Januar 2015 in einer Akustikversion bei der The Tonight Show Starring Jimmy Fallon. Bei dem Finale von der 19. Staffel von Dancing With The Stars sang Trainor ein Medley aus All About That Bass und Lips Are Movin. Außerdem war der Song Teil der That Bass Tour und der MTrain Tour, die beide 2015 stattfanden.

## Veröffentlichung
Download
1. Lips Are Movin

CD Single
1. Lips Are Movin
2. Lips Are Movin (Instrumental)

## Kommerzieller Erfolg

### Chartplatzierungen
| ChartsChartplatzierungen       | Höchstplatzierung | Wochen |
| ------------------------------ | ----------------- | ------ |
| Deutschland (GfK)              | 10 (24 Wo.)       | 24     |
| Österreich (Ö3)                | 6 (20 Wo.)        | 20     |
| Schweiz (IFPI)                 | 18 (18 Wo.)       | 18     |
| Vereinigte Staaten (Billboard) | 4 (29 Wo.)        | 29     |
| Vereinigtes Königreich (OCC)   | 2 (24 Wo.)        | 24     |

| ChartsJahrescharts (2015)      | Platzierung |
| ------------------------------ | ----------- |
| Deutschland (GfK)              | 68          |
| Österreich (Ö3)                | 66          |
| Vereinigte Staaten (Billboard) | 22          |
| Vereinigtes Königreich (OCC)   | 52          |

### Auszeichnungen für Musikverkäufe
| Land/Region                  | Auszeichnungen für Musikverkäufe (Land/Region, Auszeichnung, Verkäufe) | Verkäufe  |
| ---------------------------- | ---------------------------------------------------------------------- | --------- |
| Australien (ARIA)            | 5× Platin                                                              | 350.000   |
| Brasilien (PMB)              | 3× Platin                                                              | 180.000   |
| Dänemark (IFPI)              | Gold                                                                   | 30.000    |
| Deutschland (BVMI)           | Gold                                                                   | 200.000   |
| Italien (FIMI)               | Gold                                                                   | 25.000    |
| Kanada (MC)                  | 3× Platin                                                              | 240.000   |
| Mexiko (AMPROFON)            | Platin                                                                 | 60.000    |
| Neuseeland (RMNZ)            | 2× Platin                                                              | 30.000    |
| Schweden (IFPI)              | 2× Platin                                                              | 160.000   |
| Spanien (Promusicae)         | Platin                                                                 | 40.000    |
| Vereinigte Staaten (RIAA)    | 4× Platin                                                              | 4.000.000 |
| Vereinigtes Königreich (BPI) | Platin                                                                 | 600.000   |
| Insgesamt                    | 3× Gold · 22× Platin ·                                                 | 5.915.000 |

Hauptartikel: Meghan Trainor/Auszeichnungen für Musikverkäufe